# 阮廷順
阮廷順（1923年6月5日—2013年6月3日），又譯阮廷淳，越南共和國政治人物。1961年5月吳廷琰總統改組政府。國防部長一職由總統兼任。阮廷順任總統事務部長兼助理國防部長，並擔任安全調度事務部長。在吳廷琰被政變推翻和殺害後，他前往法國和自己的兄弟住在一起。
2013年6月3日在法國上塞納省布洛涅-比揚古去世，遺體其後下葬於拉雪茲神父公墓。